# Liste der Baudenkmäler in Ampfing

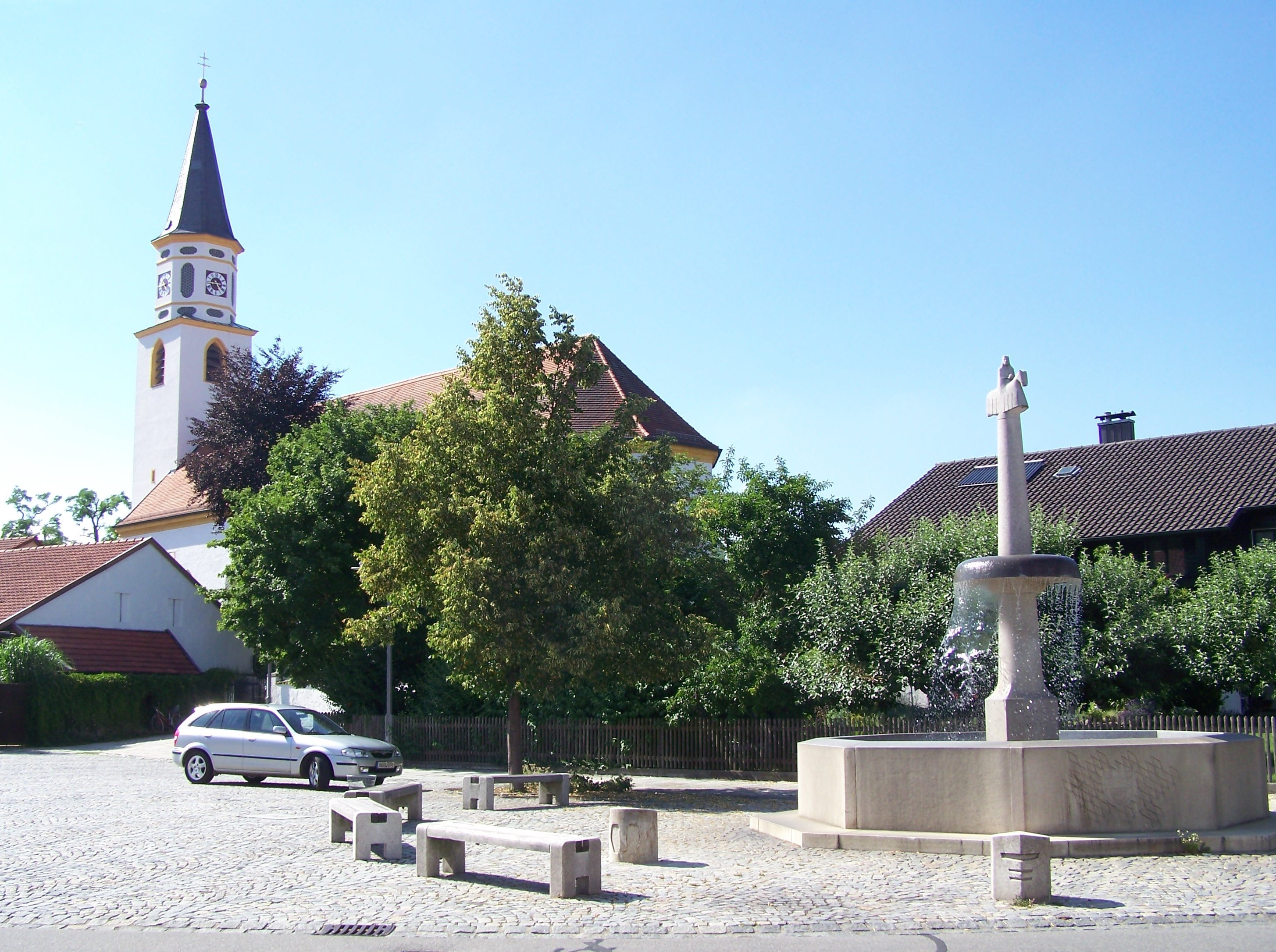
Kirchenplatz in Ampfing

Auf dieser Seite sind die Baudenkmäler in der oberbayerischen Gemeinde Ampfing zusammengestellt. Diese Tabelle ist eine Teilliste der Liste der Baudenkmäler in Bayern. Grundlage ist die Bayerische Denkmalliste, die auf Basis des Bayerischen Denkmalschutzgesetzes vom 1. Oktober 1973 erstmals erstellt wurde und seither durch das Bayerische Landesamt für Denkmalpflege geführt wird. Die folgenden Angaben ersetzen nicht die rechtsverbindliche Auskunft der Denkmalschutzbehörde.

## Baudenkmäler nach Ortsteilen

### Ampfing
| Lage                                                       | Objekt                                             | Beschreibung | Akten-Nr.              | Bild           |
| ---------------------------------------------------------- | -------------------------------------------------- | --- | ---------------------- | -------------- |
| Bei der Zangberger Straße; Zangberger Straße 19 (Standort) | Wohnhaus                                           | Zweigeschossiger Satteldachbau mit Kniestock, eisernen Balkongitter und reicher Putzgliederungen in historisierenden Formen, Ende 19. Jahrhundert | D-1-83-112-9 Wikidata  | BW             |
| Kirchenplatz 11 (Standort)                                 | Stadel                                             | Ständerbohlenstadel mit Satteldach, Bund- und reichem Gitterwerk, erstes Viertel 19. Jahrhundert | D-1-83-112-1 Wikidata  | BW             |
| Marktplatz 10 (Standort)                                   | Katholische Pfarrkirche St. Margaretha             | Einschiffiger netzgewölber Bau mit polygonalem Chorschluss und Westturm, im Kern spätgotisch, 1894 erweitert; mit Ausstattung Friedhofskapelle zur Schmerzhaften Muttergottes, kleiner barocker Saalbau, von Marx Weidinger 1738–41; mit Ausstattung Friedhof, ummauert, wohl spätmittelalterlich | D-1-83-112-3 Wikidata  | weitere Bilder |
| Mühldorfer Straße 1 (Standort)                             | Ehemaliger Gasthof zur Post                        | Zweigeschossiger langgestreckter Putzbau mit Bodenerker und Krüppelwalmdach, 17./18. Jahrhundert, Erkerturm wohl um 1900, 1985/86 zum Geschäftshaus umgebaut | D-1-83-112-5 Wikidata  | BW             |
| Mühldorfer Straße 4; Mühldorfer Straße 4a (Standort)       | Hof- und Gartenmauer                               | Große gewinkelte Mauer mit Blendbögen, 17. oder 18. Jahrhundert; ehemals zu Haus Nr. 1 gehörig | D-1-83-112-6 Wikidata  | BW             |
| Nähe Martin-Greif-Straße (Standort)                        | Kapelle St. Marien, sogenannte Fischerwirtskapelle | Kleiner barocker Satteldachbau mit Putzgliederung, 18. Jahrhundert; mit Ausstattung | D-1-83-112-4 Wikidata  | BW             |
| Sankt-Martin-Straße 5 (Standort)                           | Ehemalige Pfarrökonomie, sogenanntes Theresianum   | Zweigeschossiger Bau mit steilem Satteldach und gewölbter Erdgeschosshalle, zweite Hälfte 17. Jahrhundert (Dachwerk dendrochronologisch datiert 1675/76), im Zusammenhang mit dem Rüstungswerk im Mühldorfer Hart 1944/45 als Casino der Oberbauleitung der Organisation Todt (OT) genutzt, 1946 bis 48 vom Jüdischen Komitee Ampfing als Synagoge eingerichtet, mit Wand- und Deckenmalereien Ehemaliger Luftschutzbunker der OT, halbunterirdischer, flach gedeckter Betonbau, 1944; südwestlich im Pfarrgarten | D-1-83-112-45 Wikidata | BW             |
| Schweppermannstraße 11a (Standort)                         | Stadel, jetzt Gemeindebauhof                       | Großer langgestreckter Bundwerkstadel mit Satteldach, verputztem ziegelgemauertem Sockel und reichem Gitterwerk, um 1860 | D-1-83-112-8 Wikidata  | BW             |

### Salmanskirchen
| Lage                          | Objekt                                                                    | Beschreibung | Akten-Nr.              | Bild                                                                     |
| ----------------------------- | ------------------------------------------------------------------------- | --- | ---------------------- | ------------------------------------------------------------------------ |
| Salmanskirchen 2 (Standort)   | Ehemaliges Benefiziatenhaus, sogenanntes Oberes Schloss, jetzt Pfarrhaus  | Zweigeschossiger barocker Satteldachbau mit Fensterrahmungen und profiliertem Trauf- und Giebelgesims, 18. Jahrhundert, auf baulicher Grundlage des 16./17. Jahrhunderts                                       | D-1-83-112-25 Wikidata | Ehemaliges Benefiziatenhaus, sogenanntes Oberes Schloss, jetzt Pfarrhaus |
| Salmanskirchen 6 (Standort)   | Katholische Filialkirche St. Johannes Evangelist und St. Johannes Baptist | Kleiner spätgotischer Saalbau mit polygonaler Chorapsis und Westturm, Weihe 1505, 1713 Erweiterung, 1733 Neubau des Turms; mit Ausstattung Friedhof, wohl 16. Jahrhundert Friedhofsmauer, wohl 16. Jahrhundert | D-1-83-112-24 Wikidata | weitere Bilder                                                           |
| Salmanskirchen 27a (Standort) | Wohnhaus                                                                  | Teil des ehemaligen Schlosses, zweigeschossiger einfacher Satteldachbau auf künstlicher Erhebung, wohl 17. Jahrhundert                                                                                         | D-1-83-112-28 Wikidata | BW                                                                       |
| Salmanskirchen 64 (Standort)  | Stadel                                                                    | Massiver verputzter Stadel mit Satteldach und Gitterbundwerk, erste Hälfte 19. Jahrhundert, nach Norden erweitert                                                                                              | D-1-83-112-29 Wikidata | BW                                                                       |

### Vogging
| Lage                    | Objekt                                                          | Beschreibung                                                                                        | Akten-Nr.              | Bild |
| ----------------------- | --------------------------------------------------------------- | --------------------------------------------------------------------------------------------------- | ---------------------- | ---- |
| Flur Vogging (Standort) | Bildstock                                                       | 18. Jahrhundert                                                                                     | D-1-83-112-38          | BW   |
| Vogging 1 (Standort)    | Brunnenkapelle                                                  | Achteckiger kleiner Zentralbau mit Zeltdach, vor 1600, Umgestaltung Ende 19./Anfang 20. Jahrhundert | D-1-83-112-37 Wikidata | BW   |
| Vogging 2 (Standort)    | Katholische Filialkirche St. Ulrich, ehemalige Wallfahrtskirche | Kleiner Saalbau mit polygonalem Chorschluss und Westturm, erbaut 1607; mit Ausstattung              | D-1-83-112-36 Wikidata | BW   |

### Weitere Ortsteile
| Lage                                         | Objekt                                                                        | Beschreibung | Akten-Nr.              | Bild                                                                          |
| -------------------------------------------- | ----------------------------------------------------------------------------- | --- | ---------------------- | ----------------------------------------------------------------------------- |
| Berg 1 (Standort)                            | Hofkapelle                                                                    | Kleiner neugotischer Satteldachbau, bezeichnet mit dem Jahr „1877“; mit Ausstattung | D-1-83-112-11 Wikidata | BW                                                                            |
| Dorneck, Dornberg (Standort)                 | Bildstock                                                                     | Steinmonolith, von 1685 | D-1-83-112-44 Wikidata | BW                                                                            |
| Edgarten 1 (Standort)                        | Parallelhof                                                                   | Ehemaliges Wohnstallhaus, zweigeschossiger Satteldachbau mit neugotischen Schmuckformen und traufseitigem Balkon, um 1841, Stallteil zu Wohnzwecken ausgebaut Stadel, massiver Satteldachbau mit einfachen neugotischen Zierformen, bezeichnet mit dem Jahr „1841“ | D-1-83-112-12 Wikidata | BW                                                                            |
| Haid (Standort)                              | Bildstock                                                                     | 18. Jahrhundert | D-1-83-112-15          | BW                                                                            |
| Notzen, Ampfinger Holz (Standort)            | Ehemaliges Rüstungswerk im Mühldorfer Hart                                    | Ruine einer halbunterirdischen, auf ca. 400 m Länge und ca. 80 m Breite angelegten und mit einer segmentbogig gewölbten Betonschale von ca. 3 m Stärke frei überspannten Flugzeugmontagehalle, unter dem Tarnnamen „Weingut I“ Mitte 1944 begonnen und bei Kriegsende zu etwa zwei Dritteln fertig gestellt, nach Konstruktionsplänen von Franz Dischinger/Berlin unter Leitung der Organisation Todt (OT) von Zwangsarbeitern, Kriegsgefangenen und Häftlingen der umliegenden Außenlager des KZ Dachau (Lagergruppe Mühldorf) errichtet, technische Ausführung durch Baufirma Polensky & Zöllner; 1947 größtenteils gesprengt Reste von sechs Gewölbebögen und ein Bogenfeld in ganzer Spannweite und Stärke erhalten, in eisenarmiertem Beton errichtet unter Verwendung des Fundament-Kiesaushubs als Schalungskern, mit Kiesentnahmetunnel in der Längsachse und Luftzufuhr- und Versorgungsschächten in den seitlichen Widerlagern | D-1-83-112-46 Wikidata | Ehemaliges Rüstungswerk im Mühldorfer Hart                                    |
| Notzen 1 (Standort)                          | Stadel                                                                        | Eintenniger Bundwerkstadel mit Satteldach, massivem Sockel und Riegelwand, erste Hälfte 19. Jahrhundert | D-1-83-112-18 Wikidata | BW                                                                            |
| Radlbrunn 1 (Standort)                       | Stall eines ehemaligen Vierseithofs                                           | Massiver Satteldachbau mit Zierputzgliederung und Nischenmadonna an der östlichen Längswand, Mitte 19. Jahrhundert | D-1-83-112-20 Wikidata | BW                                                                            |
| Ratzing 4 (Standort)                         | Stadel                                                                        | Ständerbohlenbau mit Bundwerk und Steilsatteldach, Mitte 19. Jahrhundert | D-1-83-112-22 Wikidata | BW                                                                            |
| Reit (Standort)                              | Kapelle                                                                       | Neubarocker Satteldachbau mit Putzgliederung, Dachreiter und Lourdesgrotte, 1912; mit Ausstattung | D-1-83-112-23 Wikidata | BW                                                                            |
| Schicking 1 (Standort)                       | Hofkapelle                                                                    | Neugotischer kleiner Satteldachbau, Ende 19. Jahrhundert; mit Ausstattung | D-1-83-112-30 Wikidata | BW                                                                            |
| Stefanskirchen, Stefanusstraße 20 (Standort) | Ehemaliger Rossstall und Wirtschaftsgebäude des Gasthofs Stoiber              | Nördlich ehemaliger Rossstall, massiver neubarocker Satteldachbau mit geschweiften Giebeln, Fischgrätmusterzierputz und Bundwerktenne, 1849 Westlich Wirtschaftsgebäude, langgestreckter neubarocker Krüppelwalmdachbau mit Fischgrätmusterzierputz, 1830 | D-1-83-112-33 Wikidata | Ehemaliger Rossstall und Wirtschaftsgebäude des Gasthofs Stoiber              |
| Stefanskirchen, Stefanusstraße 15 (Standort) | Katholische Pfarrkirche St. Stephan                                           | Gotischer Saalbau mit eingezogenem Kastenchor, 12./13. Jahrhundert, 1874 neugotischer Ausbau und westliche Erweiterung nach Plänen von Josef Elsner, 1886 einheitliche Regotisierung durch Josef Elsner; mit Ausstattung | D-1-83-112-31 Wikidata | weitere Bilder                                                                |
| Unterneuling (Standort)                      | Bildstock                                                                     | Mit Putzgliederung, Ende 19./Anfang 20. Jahrhundert | D-1-83-112-19 Wikidata | BW                                                                            |
| Utzing 1 (Standort)                          | Wohnstallhaus eines Vierseithofs                                              | Zweigeschossiger langgestreckter Satteldachbau mit Traufschrot in der Form eines firstgedrehten Stockhauses, Mitte 19. Jahrhundert; Stadel, mächtiger massiver Schopfwalmdachbau mit Zierputz in Rautenmuster mit Dreiecken, Mitte 19. Jahrhundert | D-1-83-112-35 Wikidata | Wohnstallhaus eines Vierseithofs                                              |
| Wimpasing, Kapellenstraße 12 (Standort)      | Katholische Filialkirche St. Johann Baptist (sogenannte Schweppermannkapelle) | Barocker, achteckig überkuppelter Zentralbau mit Lisenengliederung, Zeltdach und Westturm, von Silvester Mayrhofer, 1721/22; mit Ausstattung | D-1-83-112-39 Wikidata | Katholische Filialkirche St. Johann Baptist (sogenannte Schweppermannkapelle) |
| Wimpasing 1 (Standort)                       | Bauernhaus                                                                    | Erdgeschossiger übertünchter Mitterstubenbau in Blockbauweise mit Kniestock und Satteldach, Wohnteil einheitlich Mitte 16. Jahrhundert (dendrochronologisch datiert), Stall-/Wirtschaftsteil wohl 19. Jahrhundert | D-1-83-112-40 Wikidata | BW                                                                            |
| Zollbruck 1 (Standort)                       | Kleinbauernhaus                                                               | Erdgeschossiger übertünchter Satteldachbau in Blockbauweise mit Kniestock und Giebelschrot, Ende 17. Jahrhundert | D-1-83-112-43 Wikidata | BW                                                                            |

## Ehemalige Baudenkmäler
In diesem Abschnitt sind Objekte aufgeführt, die früher einmal in der Denkmalliste eingetragen waren, jetzt aber nicht mehr. Objekte, die in anderem Zusammenhang also z. B. als Teil eines Baudenkmals weiter eingetragen sind, sollen hier nicht aufgeführt werden. Aktennummern in diesem Abschnitt sind ehemalige, jetzt nicht mehr gültige Aktennummern.

| Lage                                         | Objekt   | Beschreibung                                                                                           | Akten-Nr.              | Bild |
| -------------------------------------------- | -------- | --- | ---------------------- | ---- |
| Salmanskirchen Salmanskirchen 8 a (Standort) | Wohnhaus | Zweigeschossiges kleines Traufseithaus mit Satteldach und Putzgliederung, erste Hälfte 19. Jahrhundert | D-1-83-112-26 Wikidata | BW   |

## Abgegangene Baudenkmäler
In diesem Abschnitt sind Objekte aufgeführt, die früher einmal in der Denkmalliste eingetragen waren, jetzt aber nicht mehr existieren, z. B. weil sie abgebrochen wurden. Aktennummern in diesem Abschnitt sind ehemalige, jetzt nicht mehr gültige Aktennummern.

| Lage                                        | Objekt   | Beschreibung                                                                           | Akten-Nr.             | Bild |
| ------------------------------------------- | -------- | -------------------------------------------------------------------------------------- | --------------------- | ---- |
| Ampfing Waldkraiburger Straße 54 (Standort) | Wohnhaus | Zweigeschossiger neubarocker Walmdachbau mit Eingangsrisalit und Eckerkerturm, um 1900 | D-1-83-112-2 Wikidata | BW   |